# 小津正次郎
小津 正次郎（おづ しょうじろう、1915年1月29日 - 1997年11月25日）は、日本の実業家、プロ野球球団経営者。三重県出身。
阪神電気鉄道の取締役、専務取締役を歴任し、プロ野球阪神タイガースの球団社長に転じた。
球団社長時代、阪神球団のチーム改革を断行した手腕やドラフト会議でのクジ運の強さから、「オヅの魔法使い(オズの魔法使いのパロディ）」、「オヅワルド（ジョン・F・ケネディ射殺犯とされたリー・ハーヴェイ・オズワルドのパロディ）」「コンピューター付ブルドーザー(田中角栄もこう呼ばれた）」等の異名をとった。

## 来歴・人物
旧制津中学校（現在の三重県立津高等学校）から旧制高松高等商業学校（現在の香川大学経済学部）に進む。高松高商では野球部に所属し、日本ハムの元オーナー・大社義規は1学年後輩にあたる。
1936年に阪神電鉄に入社し、ノンプロの阪神電鉄野球部に入部したが、前年に創設された大阪タイガースの選手不足（創設時17人）のため、練習の手伝いをしたという。
京都大学出身者が学閥を組んで経営の中心となっていた阪神電鉄の中で、高商卒の小津はまさに「叩き上げ」で出世していく。1970年に阪神電鉄取締役に就任し、1978年には専務取締役になった。そして同年10月11日、この年球団創設以来初の最下位に終わったタイガースを再建すべく、兼務する形で阪神球団社長に就任した。
就任直後からチームの大改革を断行した。球団初の外国人監督となるドン・ブレイザーを招聘し、新生西武ライオンズとの間で、田淵幸一・古沢憲司を放出し、真弓明信、若菜嘉晴、竹之内雅史、竹田和史を獲得する交換トレードをおこなった。「ミスタータイガース」と呼ばれた長年の看板選手・田淵へのトレード通告が深夜に行われたことで、プロ野球ファンや世間に衝撃を与えた。
また、「空白の一日」を利用して巨人入りを発表し、契約が無効となって、巨人がドラフト会議をボイコットすることで身分が宙に浮いた江川卓のドラフト1位指名を強行した。抽選によって交渉権を獲得し、入団後即小林繁との交換トレードで巨人に放出という形をとり、結果的に小林を獲得した（詳細は江川事件を参照）。
上記以外にも、選手会長に就任した江本孟紀に意見を聞き、甲子園球場のロッカールームや風呂・トイレを改装するなど、一般の目に届かないところにまで改革を断行。選手の待遇改善に尽力した。他にも、阪神電鉄の車庫であった跡地を2軍練習場の阪神浜田球場として改修するなどの辣腕により、「ブルドーザー」の異名をとった。
新監督のブレイザーのもと、ペナントレースに登場した1979年にはその小林が22勝を挙げて沢村賞を受賞。田淵に代わって主軸打者となった掛布雅之は当時の球団新記録となる48本塁打を打って本塁打王を獲得し、一躍田淵に代わるミスタータイガースとなった。夏のロード明けまで首位を争い、最終順位は4位に終わったものの、最下位の前年からは大きく飛躍した。ブレイザー・イズムも徐々に浸透していくかに見えたが、その年のドラフト会議で獲得した新人の岡田彰布の起用を巡って、フロントと現場が対立した。
1980年5月14日にブレイザーが監督を辞任し、小津の推進した球団改革は現場レベルでは頓挫する形となった。ヘッドコーチの中西太が監督に昇格したが、その年は掛布の故障もあって5位に終わり、1981年は3位と5年ぶりにAクラスを確保したものの、中西の選手の起用法に不満をもっていた江本が降板後に「ベンチがアホ」と発言したとされて引退を表明した。
この年オフに中西は監督を辞し、安藤統男が監督に就任する。安藤の監督就任時の契約年数は1986年までの「5年」と異例の長期契約であった。結果的には優勝した中日と4.5ゲーム差の3位となったが、1983年には巨人の独走を許し4位に転落。小林の30歳での引退や、工藤一彦の故障もあって先発投手陣が弱体化した1984年も4位に終わる。この時は安藤の監督留任を発表したものの、スポーツ新聞などで次期監督の名前が次々に挙がるなど安藤の監督留任を許さないムードが蔓延し、安藤はこの年限りで監督を退任した。小津は最後の切り札として西本幸雄の監督招聘に取り組むも失敗し、10月23日に球団社長を辞任した。またこの際、同時に球団オーナーの田中隆造も辞任している。
後任の社長となった中埜肇（1985年8月12日の日本航空123便墜落事故で死去）のもと吉田義男が監督に再登板し、結果的に21年ぶりのリーグ優勝、球団史上初の日本シリーズ制覇を成し遂げた。
球団社長辞任後は阪神タクシーに出向したという。1997年11月25日に82歳で死去。